# Winfried Zillig
Winfried Petrus Ignatius Zillig (* 1. April 1905 in Würzburg; † 18. Dezember 1963 in  Hamburg) war ein deutscher Komponist, Musiktheoretiker und Dirigent.

## Leben
Der Sohn des Pädagogen Peter Zillig studierte nach dem Besuch des Gymnasiums Rechtswissenschaften und Musik in Würzburg. Einer seiner Lehrer dort war Hermann Zilcher. In Wien wurde er Privatschüler von Arnold Schönberg, später folgte er ihm nach Berlin. Aus dieser Zeit stammen seine ersten Kompositionen.
1927 wurde er Assistent von Erich Kleiber an der Berliner Staatsoper. Kurze Zeit später ging er als Solorepetitor an das Oldenburgische Staatstheater. In den Jahren 1932 bis 1937 war er als Solorepetitor und Kapellmeister am Düsseldorfer Opernhaus unter Walter Bruno Iltz tätig. In der Zeit des Nationalsozialismus wirkte Zillig zunächst als Kapellmeister in Essen, dann nach dem Überfall auf Polen und der Besetzung des Landes von 1940 bis 1943 als Erster Kapellmeister am sog. Reichsgautheater Posen, bevor er im Rahmen der Truppenbetreuung hauptsächlich in Berlin tätig war. Als Mitglied der Reichsmusikkammer leitete er ab 1940 die Fachschaft I des Gaues Wartheland. Nach 1945 verschwieg Zillig diese Tätigkeiten systematisch in seiner Biographie.
Während der NS-Zeit hatte Zillig zudem als Komponist, besonders von Filmmusik, Erfolg. 1934 schrieb er die Musik zu dem Historienfilm Schwarzer Jäger Johanna, der in der Nachkriegszeit durch die alliierten Militärbehörden verboten wurde. Sein Concerto grosso wurde 1935 zwiespältig aufgenommen. Trotzdem komponierte er seit 1935 mehrere Auftragswerke der Nationalsozialistischen Kulturgemeinde wie die Musik zum Schauspiel Europa brennt, die Filmmusik zu Rheinsymphonie und die Romantische Sinfonie in C-dur, die im Rahmen der Reichstagung der NSKG uraufgeführt wurde. Seine 1937 in Hamburg uraufgeführte Oper Das Opfer dagegen wurde nach vier Aufführungen abgesetzt, nicht zuletzt aufgrund der ablehnenden Kritiken der NS-Presse, die ihm wegen der scharfen Dissonanzen und Atonalität des Werks einen „Irrweg“ vorwarf. 1939 komponierte er, wie verschiedene andere Komponisten, eine Ersatzmusik zu Shakespeares Komödie Ein Sommernachtstraum, da Mendelssohns Bühnenmusik nicht mehr aufgeführt werden durfte. Seine 1941 in Leipzig uraufgeführte Oper Die Windsbraut schließlich gehörte stilistisch der Zwölftonmusik an, die er dem NS-Regime gegenüber in den Leipziger Neuesten Nachrichten als ein „Gestaltungsprinzip“ verkaufte, das es „heute möglich macht ein großes Opus ganz streng aus einem einzigen Grundgedanken zu entwickeln, so streng, daß man jede Note, jede Melodie, irgendwie darauf beziehen oder davon ableiten kann“. 1943 schließlich komponierte er die Musik zu dem Propagandafilm Posen, Stadt im Aufbau sowie zu Kopernikus, wofür er den Sonderpreis des Reichspropagandaministeriums erhielt.
Nach dem Ende des Zweiten Weltkriegs wurde Zillig Erster Kapellmeister an der Düsseldorfer Oper. In den Jahren 1947 bis 1951 war er Dirigent beim Sinfonie-Orchester des Hessischen Rundfunks, wobei er sich vor allem um die Aufführung von Werken der Neuen Musik verdient machte, die in der NS-Zeit verboten waren. Von 1958 bis 1963 leitete er die Musikabteilung beim Norddeutschen Rundfunk. In seinem Todesjahr 1963 erhielt er den Kulturpreis der Stadt Nürnberg.
1956 nahm Zillig als Korreferent von Hans Schnoor an einer Tagung der Evangelischen Akademie für Rundfunk und Fernsehen in Arnoldshain im Taunus teil, bei der die Einrichtung eines Kulturprogramms im Hörfunk („Drittes Programm“) auf der Tagesordnung stand. Bei seinem Referat zum „Platz der Neuen Musik“ stellte Zillig das Werk seines Lehrers Schönberg vor und zitierte zum Schluss aus einem kurz zuvor erschienenen Artikel seines Korreferenten über Schönbergs Ein Überlebender aus Warschau, in dem Schnoor geschrieben hatte: „Jenes widerwärtige Stück, das auf jeden anständigen Deutschen wie eine Verhöhnung wirken muss.“ Zillig verweigerte eine Diskussion mit Schnoor und verließ den Saal.
Als Komponist war Winfried Zillig sehr produktiv. Sein kompositorisches Schaffen umfasst unter anderem Opern, Oratorien, Passionen, Choräle, Serenaden, Streichquartette und weitere Kammermusik sowie Lieder und Suiten. Darüber hinaus vollendete er die Partitur zum Oratorium Die Jakobsleiter, die sein einstiger Lehrer Arnold Schönberg unvollendet gelassen hatte. Dies geschah auf Wunsch von dessen Witwe. Auch erstellte Zillig die Klavierauszüge zu den Schönberg-Opern Moses und Aron (Kl.A. Mainz 1957) sowie Von heute auf morgen (Kl.A. Mainz 1961). Zillig schuf außerdem etliche Filmmusiken, unter anderem zum zweiteiligen Dokumentarfilm Panamericana – Traumstraße der Welt und dem experimentellen Spielfilm Jonas (1957), für den er gemeinsam mit Duke Ellington den Deutschen Filmpreis erhielt. Er machte sich auch als Musiktheoretiker mit dem Schwerpunkt Zwölftontechnik einen Namen.

## Werke (Auswahl)

### Opern
- „Rosse“ (Der Roßknecht) op. 14 nach Richard Billinger
- Die Windsbraut (Oper in drei Akten) nach Richard Billinger
- Troilus und Cressida (Oper in sechs Szenen)
- Die Verlobung in San Domingo (Oper in einem Akt)
- Bauernpassion (Fernsehoper) nach Richard Billinger
- Das Opfer (1937), Libretto von Reinhard Goering

### Konzerte
- Osterkonzert
- Tanzsymphonie
- Lustspielsuite
- Konzert für Violoncello und Blasorchester (1934/1952)
- Konzert für Orchester in einem Satz

### Lieder
- Der Einsiedler
- Chorfantasie über ein Fragment von Hölderlin
- Lieder des Herbstes
- Salve regina

### Filmmusik
- 1934: Der Schimmelreiter
- 1934: Schwarzer Jäger Johanna
- 1942: Violanta
- 1944: Sommernächte
- 1950: König für eine Nacht
- 1955: Um Thron und Liebe
- 1956: Wo der Wildbach rauscht
- 1957: Jonas
- 1958, 1962, 1968: Panamericana – Traumstraße der Welt
- 1960: Bilderbuch Gottes
- 1960: Gino

### Schriften
- Aufsatz über die Zwölftonmethode
- Schönbergs „Aron und Moses“
- Schönbergs „Jakobsleiter“
- Variationen über neue Musik, München: Nymphenburger Verlagsbuchhandlung, 1959 (Überarb. Taschenbuchausg. München: List, 1964)
- Von Wagner bis Strauss – Wegbereiter der Neuen Musik, München: Nymphenburger Verlagsbuchhandlung, 1966